# زراوند صغير الأوراق
الزراوند صغير الأوراق (باللاتينية: Aristolochia parvifolia) نوع نباتي ينتمي إلى جنس الزراوند من الفصيلة الزراوندية.

## الموئل والانتشار
موطنه بلاد الشام وقبرص وتركيا واليونان.

## مرادفات للاسم العلمي
- (باللاتينية: Aristolochia macroglossa Jaub. & Spach)
- (باللاتينية: Aristolochia tournefortii Jaub. & Spach)
- (باللاتينية: Aristolochia tournefortii subsp. macroglossa (Jaub. & Spach) Nyman)